# Paweł Sanguszko
Paweł Karol Sanguszko, né en 1680 et mort le 14 avril 1750, est un chef militaire et un homme politique du grand-duché de Lituanie, sous la république des Deux Nations. Il a été grand maréchal de Lituanie de 1734 à 1750. 
Membre de la famille Sanguszko, il a épousé Bronislava Penyonjkivna, la veuve de son frère Kazimir, pour deuxième épouse Marianna Lubomirska et comme troisième épouse Barbara Sanguszkowa ; en 1747 il fondait le couvent des Lazaristes Saint-Joseph de Iziaslav.